# 兵庫縣公安委員會
兵庫縣公安委員会（日语：／ Hyōgoken kō'an-i'inkai */?）是由兵庫縣知事所轄，負責管理兵庫縣警察的行政委員會，由5名委員組成。

## 委員
- 委員長
  - 辰馬章夫
- 委員
  - 中道京子
  - 三宅知行
  - 豐川輝久
  - 奥谷勝彦

## 下部組織
- 兵庫縣警察

## 外部連結
- 兵庫県公安委員会 （页面存档备份，存于）